# Živorodna kuščarica
Živorodna kuščarica (znanstveno ime Zootoca vivipara, prej Lacerta vivipara) koti mladiče, kar ji omogoča preživetje v območjih, ki so prehladna za razvoj jajc. Pari se od maja do junija. Samica nosi jajca v sebi in jih greje z nastavljanjem soncu. V avgustu koti 3 - 19 mladičev. Koti ponoči.

## Bivališče
Območje razširjenosti sega vse do Arktike. Na najsevernejšem delu svoje razširjenosti prezimuje do 8 mesecev, kjer se razmnožuje le vsako drugo ali tretje leto. Običajno živi na tleh v gostem rastlinju, pašnikih ali travnikih na močvirnih predelih. V Sloveniji živi do nadmorske višine 2000 m.

## Opis
Ima visoko in kratko glavo s kratkim in topim gobčkom in je na prvi pogled podobna pozidni kuščarici. Na vsaki strani glave je ena zanosnična ploščica. Gobčna se ne dotika mednosnične ploščice. Njen rep je močan in se od sredine naprej postopoma zožuje. Ima siv ali rjav hrbet s temnimi progami in lisami. Na rdečem ali oranžnem trenuhu samca so črne pike, trebuh samice pa je bel, siv ali zelenkast in navadno brez pik. Na stegnih ima največ 12 femoralnih por (spremenjene kožne žleze).
Zraste do 16 cm. Je zelo plašna, v stiski pobegne v vodo.
Prehranjuje se  z žuželkami in pajki. 
- Glava samca z dobro vidnimi ploščicami
- Samec z oranžnim trebuhom

## Podvrste
- Zootoca vivipara louislantzi (ARRIBAS 2009)
- Zootoca vivipara pannonica (LAC & KLUCH 1968)
- Zootoca vivipara sachalinensis (PERELESHIN & TERENTJEV 1963)
- Zootoca vivipara vivipara (JACQUIN 1787)
- Zootoca vivipara carniolica (MAYER et al. 2000) - kranjska kuščarica